# Успение Богородично (Ново село, Щипско)
Вижте пояснителната страница за други значения на Успение Богородично.
„Успение на Пресвета Богородица“ (на македонска литературна норма: Успение на Пресвета Богородица) е православна църква в махалата Ново село на град Щип, Северна Македония. Църквата е под управлението на Брегалнишката митрополия на Македонската православна църква. Църквата е обявена за паметник на културата. В храма работи Галерия за икони.

## Архитектура
Строежът на църквата е започнат на мястото на по-стар храм в 1836 година и е завършен четиринадесет години по-късно в 1850 година. Изградена е от строителите от дебърската фамилия Рензовци, начело с Андрей Дамянов и представлява развитие на създадения от Рензовци архитектурен тип трикорабен видим в предишното дело на Рензовци - църквата „Свети Пантелеймон“ във Велес.
„Успение Богородично“ е голяма базилика, като наосът е с три кораба и над средния има четири слепи купола. Ширината на наоса е 18 m, а дължината е около 26 m. Отвън трите кораба са под самостоятелни надлъжни покриви, а галерията, която обгръща наоса три страни, образува трета тераса. Под самостоятелни покриви са и трите апсиди и така се получава пирамидална постройка. В „Успение Богородично“ Рензовци са имали възможност да развият нартекса и на запад и цялостно да оформят обиколната галерия във втория етаж.
С църквата е свързана камбанария, издигната над западната галерия и долепена до надстройката на куполите
Възпоменателният надпис е над южната врата отвън:
| „ | Во 1850 лѣто мца iȢнiа 29 вѣдомо бȢди ѡвновленiемъ сего стаго храма Успенiе Престыа Бцы во времена блаженѣшаго патриарха Артемiа Александрiасъ и архипастира нашего и епископа его Захарiа; сосъ ѡбщимъ православнихъ христыанъ ктиторомъ и приложникомъ стаго храма сего да поменетъ Гдъ Бгъ царствiе своемъ всегда и нынѣ и присно и во вѣкы вѣковъ Аминъ. | “ |

## Интериор
Основната декорация на вътрешното пространство е дело на Никола Дамянов. Стенописи има само в слепите куполи, на пандативите и таваните над страничните кораби. Иконите на иконостаса са изработени от зографите Станислав Доспевски, Станилов, Вангелов, Кръсте Зограф, Димитър Папрадишки (1896), Христо от Самоков, Захарий Зограф, а фреските в куполите се предполага, че са изработини от Георги Дамянов. В църквата се пази картина от Теодосий Зограф, датираща от 1813 година, когато явно е съществувала старата църква. Стенописът „Свети Седмочисленици“ е дело на Димитър Папрадишки.
Дърворезбата на столарския по изпълнение иконостас, балдахина, царските двери и владишкия трон са изработени в същия период от Никола Дамянов. Няма данни за датата на осветяването.
По стените има множество релефи, някои от които са сложни композиции, богато декорирани медальони с растителни и животински мотиви.
Иконите от старата църква са пренесени в новата. В 60-те години на XX век в женската църква са изложени икони от много други църкви в околността. На иконата на Успение Богородично има надпис от 1810 година, според който тайфата изработила стария иконостас е водена от самоковския майстор Христо Димитров. В новата църква иконостасът е разделен на две части и разположен в двата парклиса на първия етаж. Част от иконите са дело на Теодосий Зограф.

## История
Още след построяването на църквата в нея се служи на български език, който се употребява и в училището. По време на Първата световна война в двора на църквата са погребани 19 български офицери и войници, сред които деецът на ВМОРО Славейко Стрезов и видният водач на организацията Христо Чернопеев. В 2010 година гробовете са осквернени и костите изнесени.
| Български офицери и войници, погребани в „Успение Богородично“ | Български офицери и войници, погребани в „Успение Богородично“ | Български офицери и войници, погребани в „Успение Богородично“ | Български офицери и войници, погребани в „Успение Богородично“ | Български офицери и войници, погребани в „Успение Богородично“ | Български офицери и войници, погребани в „Успение Богородично“ |
| Номер                                                          | Чин                                                            | Име                                                            | Част                                                           | Родно място                                                    | Загинал на                                                     |
| -------------------------------------------------------------- | -------------------------------------------------------------- | -------------------------------------------------------------- | -------------------------------------------------------------- | -------------------------------------------------------------- | -------------------------------------------------------------- |
| 1.                                                             | Офицерски кандидат                                             | Димитър Драганов Василев                                       | 54-ти пехотен битолски полк, 9-а рота                          | Продановци, Самоковско                                         | 29 октомври 1915 г.                                            |
| 2.                                                             | Старши подофицер                                               | Иван Георгиев Велев (Велчев)                                   | 54-ти пехотен битолски полк, 9-а рота                          | Рила, Дупнишко                                                 | 22 октомври 1915 г.                                            |
| 3.                                                             | Подофицер                                                      | Ангел Филипов Шопов                                            | 54-ти пехотен битолски полк                                    | Скребатно, Неврокопско                                         | 29 октомври 1915 г.                                            |
| 4.                                                             | Младши подофицер                                               | Йосиф Михайлов (Митов) Павлов                                  | 6-и пехотен македонски полк, 12-а рота                         | Градец, Паланечко                                              | 31 октомври 1915 г.                                            |
| 5.                                                             | Младши подофицер                                               | Георги Трайков Валандовали                                     | 6-и пехотен македонски полк, 7-а рота                          | Валандово                                                      | 28 октомври 1915 г.                                            |
| 6.                                                             | Младши подофицер                                               | Илия Николов Грънчаров                                         | 6-и пехотен македонски полк, 11-а рота                         | Мехомия                                                        | 26 октомври 1915 г.                                            |
| 7.                                                             | Младши подофицер                                               | Иван Петров Бързаков                                           | 1-ви пехотен македонски полк, 5-а рота                         | Мошино, Софийско                                               | 11 ноември 1916 г.                                             |
| 8.                                                             | Старши подофицер                                               | Панче Георгиев Монев                                           | 1-ви пехотен македонски полк, 1-ва рота                        | Велес                                                          | 27 октомври 1915 г.                                            |
| 9.                                                             | Младши подофицер                                               | Серафим Николов Илиев                                          | 1-ви пехотен македонски полк, 5-а рота                         | Бърчево, Охридско                                              | 11 ноември 1915 г.                                             |
| 10.                                                            | Младши подофицер                                               | Яким Алексов Николов                                           | 1-ви пехотен македонски полк, 1-ва рота                        | Паланечко                                                      | 18 ноември 1915 г.                                             |
| 11.                                                            | Старши подофицер                                               | Григор Иванов Таушанов (Таушански)                             | 7-и артилерийски полк, 6-а батарея                             | Згурово, Кюстендилско                                          | 7 октомври 1915 г.                                             |
| 12.                                                            | Майор                                                          | Тодор Иванов Кюлюмов                                           | 6-и пехотен македонски полк, 9-а рота                          | Горно Чичево, Велешко                                          | 23 октомври 1915 г.                                            |
| 13.                                                            | Капитан                                                        | Димитър Кръстев Митрушев                                       | 6-и пехотен македонски полк, 12-а рота                         | Смърдеш, Костурско                                             | 23 октомври 1915 г.                                            |
| 14.                                                            | Капитан                                                        | Милош Димитров Станишев                                        | 6-и пехотен македонски полк, 12-а рота                         | Кукуш                                                          | 23 октомври 1915 г.                                            |
| 15.                                                            | Поручик                                                        | Славейко Наумов Стрезов                                        | 6-и пехотен македонски полк, Щабна рота                        | Ресен                                                          | 23 октомври 1915 г.                                            |
| 16.                                                            | Капитан                                                        | Христо Чернопеев                                               | 6-и пехотен македонски полк, 1-ва рота                         | Дерманци, Ловешко                                              | 23 октомври 1915 г.                                            |
| 17.                                                            | Поручик                                                        | Илия Ангелов Цирункаров                                        | 6-и пехотен македонски полк, 2-ра рота                         | Кърчево, Демирхисарско                                         | 23 октомври 1915 г.                                            |
| 18.                                                            | Фелдфебел                                                      | Юрдан Ангелов (Антонов) Серафимов                              | 5-а стрелкова дружина, 5-а рота                                | Лесичери, Търновско                                            | 21 март 1916 г.                                                |
| 19.                                                            | Младши подофицер                                               | Лазар Божинов Стоилов                                          | 6-и пехотен македонски полк, 5-а рота                          | Струмица                                                       | 26 октомври 1915 г.                                            |